# غريغوريو دي فالكو
غريغوريو دي فالكو (بالإيطالية: Gregorio de Falco)‏ هو سياسي إيطالي، ولد في 8 مارس 1965 في نابولي في إيطاليا. حزبياً، نشط في حركة النجوم الخمسة. وقد انتخب عضو مجلس الشيوخ الإيطالي خلال فترته النيابية ‏ (16 مارس 2018 – ).